# 烏延蒲盧渾
乌延蒲卢浑（1090年—1162年），又作蒲鲁浑、蒲鲁虎。金朝将领。女真族。姓乌延（兀颜、乌丸）。曷懒路乌古敌昏山人。龙虎卫上将军孛古剌子。
乌延蒲卢浑膂力过人，能挽强射二百七十步，以勇健隶完颜阇母军。攻黄龙府有功。击败张觉，解除兔儿山之围。1127年，随完颜宗辅定关、陕，攻克和尚原，授河北西路兵马都总管。在扬州率领万骑击破宋军，攻克江宁府。1129年，跟随完颜宗弼渡长江，入海追宋高宗三百余里，焚毁明州而还。1139年，金熙宗任命他为镇国上将军，转任安国军，因病离职。1146年，授世袭谋克，担任延安尹，不久致仕。1153年，完颜亮任命他为归德尹，封豳国公，太子少师加太子太保，转任真定尹，入朝判宗正事。1161年，随完颜亮南伐，以本官行右领军副都督事。劝阻完颜亮过江，完颜亮不听，随后遇害。1162年，金世宗任命他为东京留守，加开府仪同三司，封豳国公。同年死去。

## 延伸阅读
[在维基数据编辑]
 《金史/卷80》，出自脱脱《遼史》